# Parc bordelais
 (décembre 2017).
Si vous disposez d'ouvrages ou d'articles de référence ou si vous connaissez des sites web de qualité traitant du thème abordé ici, merci de compléter l'article en donnant les références utiles à sa vérifiabilité et en les liant à la section « Notes et références ».
Le Parc bordelais, d'une superficie de 28 hectares, est le plus vaste espace vert du centre de Bordeaux, chef-lieu du département français de la Gironde. Situé dans le quartier bordelais de Caudéran et limitrophe de la commune du Bouscat, il est accessible en tramway par la ligne D, station Courbet.

## Localisation
Ce parc est situé à environ deux kilomètres au nord-ouest du centre historique de Bordeaux (Grand-Théâtre, place des Quinconces, porte Dijeaux), non loin du boulevard du Président-Wilson (Bordeaux) et de l'avenue de la Libération (ancienne route du Médoc) au Bouscat, où se trouve la station Courbet.
Le parc est longé par l'avenue Charles-de-Gaulle au sud (Bordeaux), la rue du Bocage à l'est (Bordeaux), l'avenue d'Eysines au nord-est (Le Bouscat) et la rue Godard au nord-ouest (Bordeaux). Le côté ouest du parc (Bordeaux) est limitrophe de terrains d'habitation donnant sur la rue Frantz-Malvezin, la rue Jeanne, la rue du Parc et l'avenue Charles-de-Gaulle.
Son entrée principale (entrée Carnot), dotée de grilles de grandes dimensions, donne sur le croisement entre la rue du Bocage et la rue Carnot (vers le boulevard Wilson). Une entrée secondaire (entrée Briex) se trouve à l'intersection de la rue d'Eysines et de la rue du Bocage, face à l'avenue du général Leclerc (vers l'avenue de la Libération). 
Les entrées suivantes sont : l'entrée Saint-Jérôme sur l'avenue d'Eysines (face à la rue Victor-Billon, vers l'avenue de la Libération) ; l'entrée Bijou sur la rue Godard (rue Gergères) ; l'entrée Malvezin reliée par une allée à la rue Frantz Malvezin ; l'entrée Prévention sur la rue du Parc ; l'entrée Cerey sur l'avenue Charles-de-Gaulle et l'entrée St-Médard à l'intersection de l'avenue de Gaulle et de la rue du Bocage.

## Historique

### Origine (1864-1888)
En 1864, les 28 hectares du parc, alors occupés par des vignes, des champs et des forêts, sont achetés au capitaine Frank Cutler, un Anglais négociant en vin à Bordeaux, pour 500 000 francs. L'acquéreur, une société anonyme, envisage d'y installer un parc et un jardin d'acclimatation. Le projet échoue, mais la ville de Bordeaux, grâce à un legs du négociant Camille Godard, rachète le « domaine Cutler » en 1882 pour 345 000 francs,.

### Débuts (1888-1900)
Le Parc bordelais est l'œuvre du paysagiste Eugène Bühler.
Beaucoup plus récent que le jardin public, qui remonte à 1756, ce parc est inauguré le 28 avril 1888 par le président de la République Sadi Carnot. Il répond à un idéal de démocratie où  « il faut donner une campagne à ceux qui n’en ont pas » en prenant comme modèle des grands parcs parisiens de la seconde moitié du XIXe siècle. 
Camille Godard, qui a légué sa fortune à la ville pour l’acquisition et l’aménagement du parc, y fait planter de nouvelles espèces végétales : séquoia, magnolia, noyer d'Amérique, cyprès chauves de Louisiane, la plupart introduite en Aquitaine par Toussaint Yves Catros au début du siècle.

### Évolutions récentes (depuis 1997)
En 1997, le projet de construction d'une résidence dans une parcelle peu fréquentée dans la partie sud du parc suscite une polémique. La construction est  annulée en quelques mois, mais des arbres ont déjà été abattus. La zone concernée est provisoirement transformée en poney-club et en lieu de stockage pour les jardiniers. C'est aujourd'hui un vaste parc pour enfants appelé Parc Cérey.
À la suite de la tempête de 1999, le parc est totalement fermé pendant plusieurs semaines. 700 arbres ont été détruits, ainsi qu'une balançoire payante de type nacelle.
Depuis 2004, le parc fait l’objet d’un réaménagement total pour le transformer en parc à l'anglaise (déplacement de jeux d'enfants, création d'un parc à chiens[réf. nécessaire], création d'un chemin non goudronné pour joggeurs, mise aux normes du parc animalier). Le maître d'œuvre est Françoise Phiquepal[réf. nécessaire].

## Description

### Organisation générale
Le parc est doté de voies de circulation asphaltées et non asphaltées de dimensions diverses. La principale (asphaltée) est un anneau approximativement ovale qui fait le tour du parc, d'une largeur d'une quinzaine de mètres. Cette voie est doublée vers l'extérieur par un sentier pour la course à pied. 
Dans la partie ouest du parc, un mini-circuit urbain a été installé par la Prévention routière, destiné à l'éducation des enfants des écoles (accès réservé), 
Au centre du parc se trouve un étang artificiel de faible profondeur (40 cm), d'une longueur de 200 mètres environ, très large (80 mètres) au nord-ouest et effilé vers le sud-est (passerelle). 

### Végétation et faune
L'étang très poissonneux (carpes) est fréquenté par diverses espèces d'oiseaux (canards, oies, cygnes et poules d'eau). 
Le parc comporte des parties boisées dont certaines sont encloses pour conserver un aspect sauvage, des massifs de fleurs, des pelouses assez vastes et résistantes pour recevoir de nombreux jeux collectifs.
Parmi les arbres du parc, un certain nombres sont notables : plusieurs groupes de platanes de grandes dimensions (30 à 40 mètres) ; un orme de Sibérie près de l'étang (rive nord) ; deux groupes de gingkos biloba, etc.
Le parc hébergeait un parc animalier présentant des espèces d' animaux de la ferme d'espèces aquitaines (porcs, moutons, chèvres, poules, etc.) mais il est en cours de réduction. On trouve aussi des animaux en liberté (écureuils, lapin, hérissons, voire chats errants)

### Activités et éléments décoratifs
Diverses activités sont offertes : aires de jeux pour enfants, théâtre de Guignol, karts motorisés, petit-train, manège traditionnel, buvette, boîte à livres. 
La décoration artistique est limitée : seulement quelques statues, dont Le Vaincu de Gabrielle Dumontet (en marbre blanc) et un buste de Camille Godard près de l'étang.

### Galerie

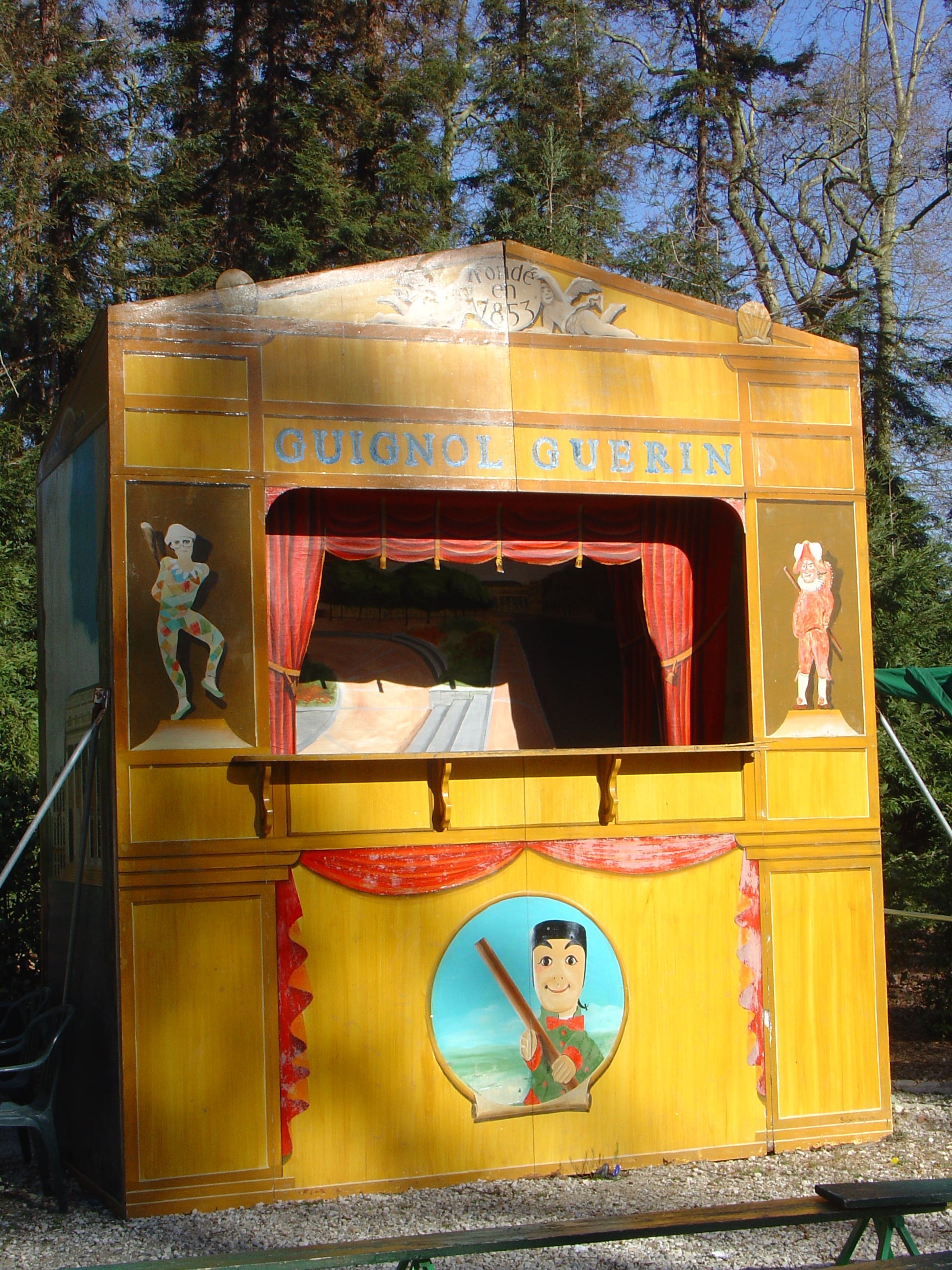
Théâtre de Guignol
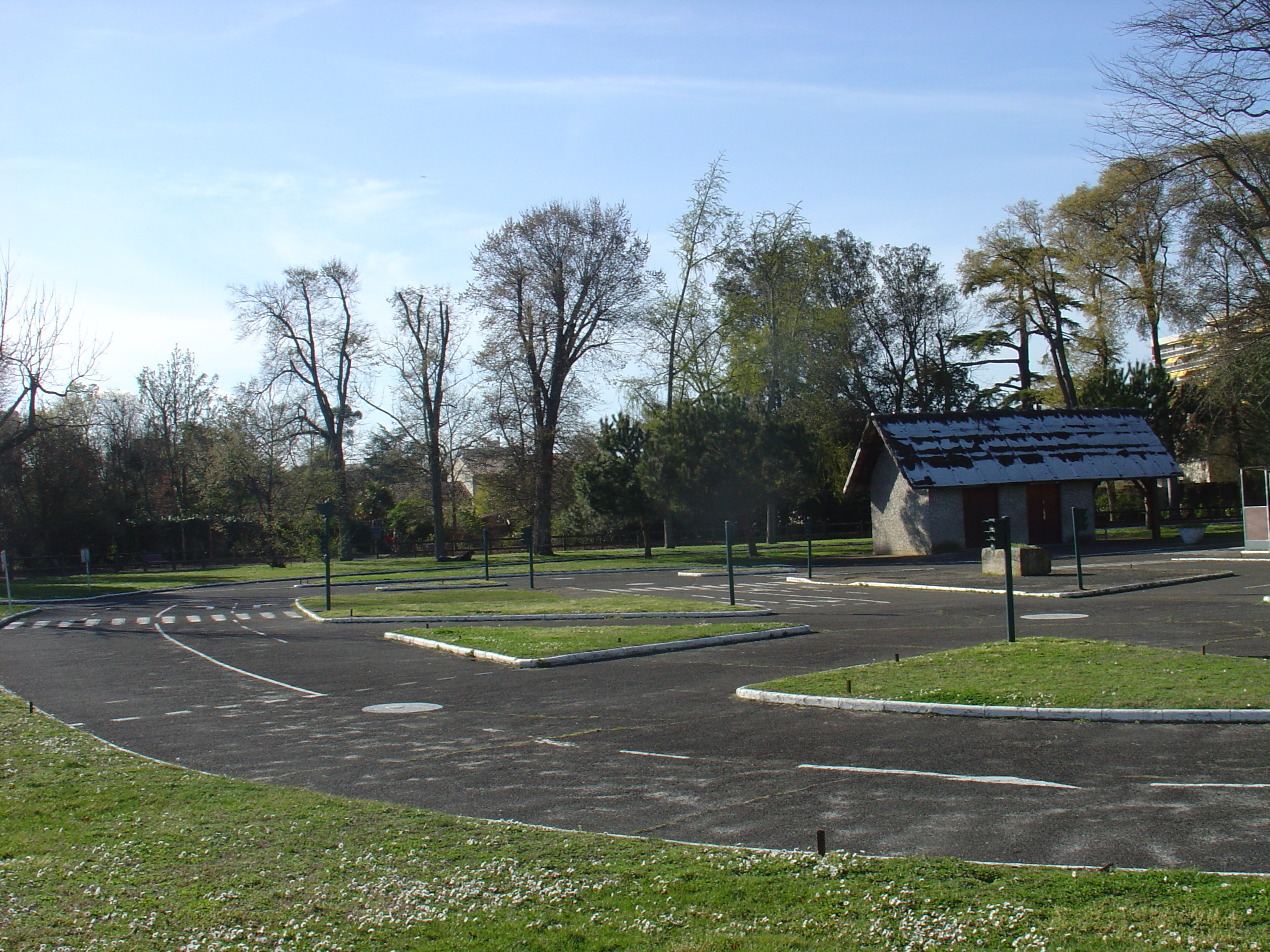
Circuit de la prévention routière
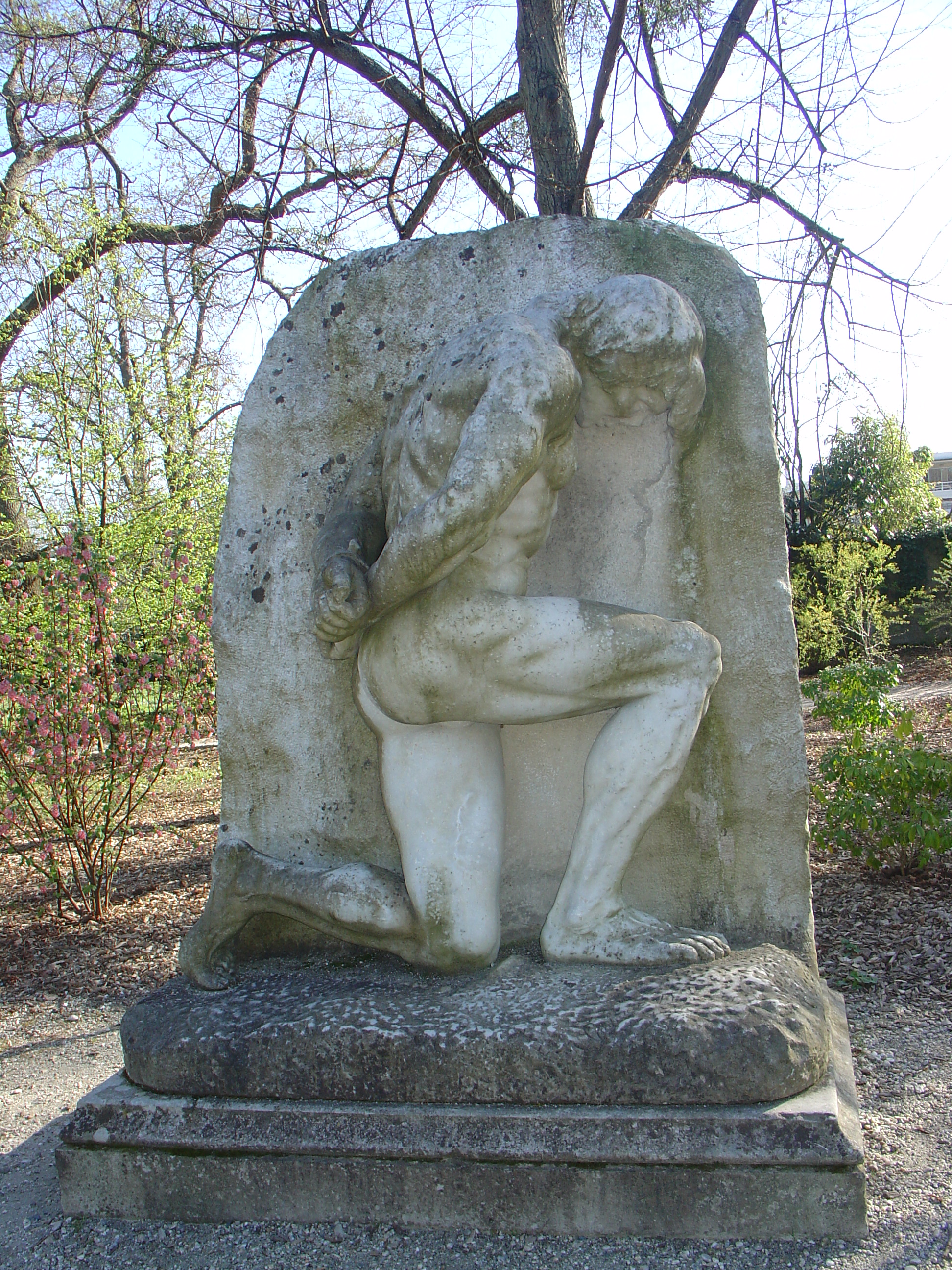
Le Vaincu, statue de Gabrielle Dumontet
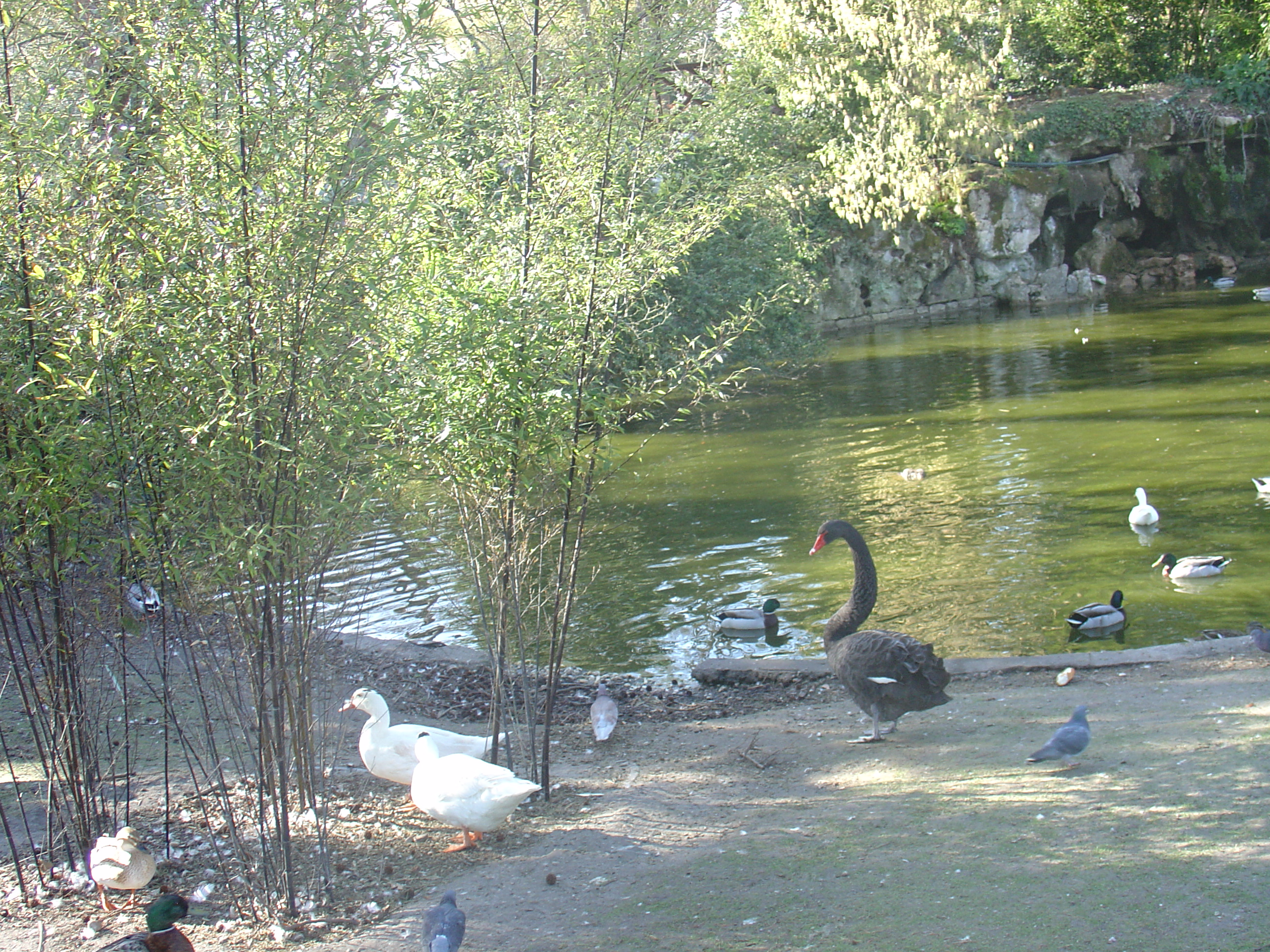
L'étang avec des canards, des cygnes et des poules d'eau
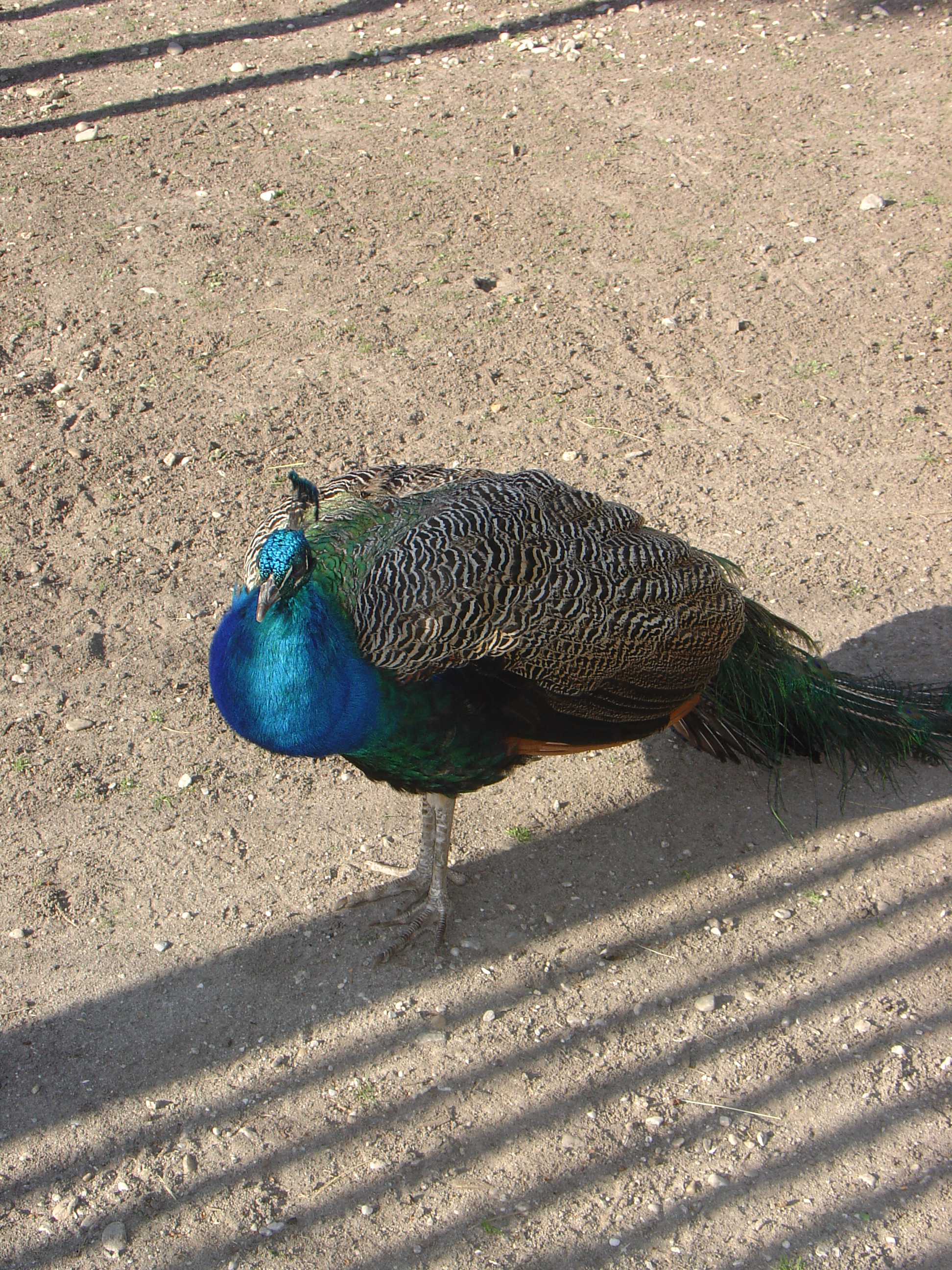
Un paon
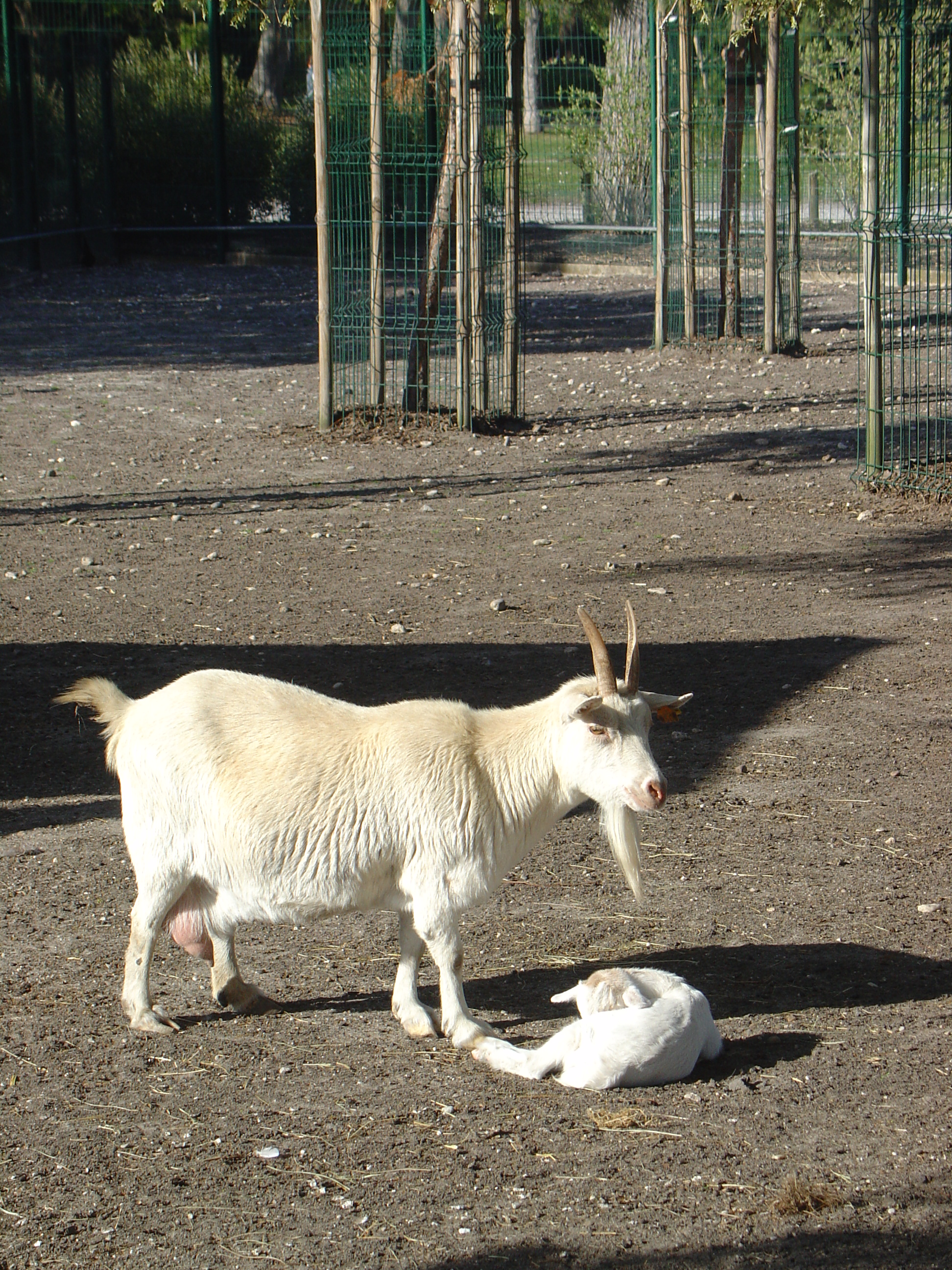
Une chèvre et son petit

## Attractions payantes
- Kart à moteur
- Petit train
- Théâtre de Guignol (Guignol Guérin)